# Noppon Saengkham
Noppon Saengkham (ur. 15 lipca 1992 w Tajlandii) – tajlandzki snookerzysta. Plasuje się na 52. miejscu pod względem zdobytych breaków stupunktowych w profesjonalnych turniejach, w sierpniu 2025 miał ich łącznie 168.

## Kariera zawodowa
Noppon Saengkham w gronie profesjonalistów grywa od 2010 roku. Do Main Touru dostał się dzięki zwycięstwu w mistrzostwach świata IBSF 2009 do lat 21.

### Sezon 2010/2011
W kwalifikacjach do turnieju Shanghai Masters 2010 odpadł już w pierwszej rundzie po porażce z reprezentantem Anglii Shaileshem Jogią 0-5.
Doskonale zaczął kwalifikacje do turnieju Welsh Open 2011; w pierwszej rundzie pokonał Matthew Coucha, w drugiej zaś bardziej doświadczonego Adriana Gunnella. W kolejnej odpadł po porażce z Nigelem Bondem.

## Statystyka zwycięstw

### Amatorskie
- Thailand Student Games, 2008 (3 złote medale)
- Thailand Division 2 Ranking, 2008
- IBSF World Under-21 Championship, 2009